# R-29
R-29 Visota (rusko Р-29 Высота – višina) je družina sovjetskih in ruskih dvostopenjskih podmorniških balističnih raket na tekoče gorivo v Ruski vojni mornarici. Rakete je oblikoval Državni raketni center akademika V. P. Makejeva in v uporabo so vstopile marca 1974.

## Razvoj
Oblikovanje izvirnega izstrelka R-29 se je začelo v Državnem raketnem centru akademika V. P. Makejeva iz Miassa julija 1963 pod vodstvom Viktorja Makejeva. Leta 1964 je bila zasnova potrjena na sestanku Obrambnega sveta pod vodstvom Nikite Hruščova. V primerjavi s predhodnimi raketami R-27 je imela raketa R-29 trikrat večji doseg in 1,5-krat večjo težo koristnega tovora. Odločitev Sveta ministrov o začetku razvoja rakete R-29 je bila sprejeta 22. septembra 1964.
Motorja na tekoče gorivo za prvo in drugo stopnjo je razvil Oblikovalski biro kemične strojegradnje A. M. Isajeva iz Koroljova pod vodstvom glavnega oblikovalca Alekseja Isajeva. Motorji prve stopnje 4D75 in motorji druge stopnje 4D76 so bili sestavljeni iz enega potovalnega motorja z eno zgorevalno komoro in dveh smernih s po eno zgorevalno komoro. Gorivo sta bili samovnetljivi sestavini – didušikov tetroksid in nesimetrični dimetilhidrazin.
Sisteme za upravljanje poleta in ognja je razvilo Znanstveno-proizvodno združenje avtomatike akademika N. A. Semihatova iz Jekaterinburga pod vodstvom glavnega oblikovalca Nikolaja Semihatova. Vse različice temeljijo na sistemih za astro-inercijsko vodenje.
Raketa je nosila eno jedrsko bojno glavo moči 1 Mt.
Rakete izdeluje Krasmaš iz Krasnojarska.

## Različice
Prvotno različico rakete R-29 je nosil razred strateških jedrskih podmornic Murena. Izboljšano različico R-29D je nosil razred Murena-M, R-29R, R-29RK in R-29RL razred Kalmar ter R-29RM Štil, R-29RMU2 Sinjeva in R-29RMU2.1 Lajner razred Delfin.

## Ocena
Razvoj rakete R-29 je bil pomemben mejnik za Sovjetsko vojno mornarico. Ker se je največji doseg podmorniških balističnih raket trikrat povečal (predhodna raketa R-27 je imela največji doseg 2500 km), so rakete lahko zadele celinski del ZDA brez, da bi zapustile sovjetske teritorialne vode. Sovjetska vojna mornarica je težko dostopna morja ob svoji obali, kot sta Barentsovo morje in Ohotsko morje, utrdila s sredstvi protipodmorniškega boja. To doktrino so zahodne obveščevalne službe imenovale mornariški bastijon, Sovjetska zveza pa je takšna morska območja imenovala "zaščitena bojna območja".